# 巴里華撃団
巴里華撃団（ぱりかげきだん）または巴里歌劇団とは、セガのコンピュータゲーム『サクラ大戦シリーズ』と、それに関連するメディアミックス作品に登場する組織、またはその声優陣。

## 概要
欧州を霊的な脅威から守る「欧州防衛構想」に基づき、日本の帝国華撃団に倣って創設された秘密防衛組織。本部は、フランス・巴里のモンマルトルに位置する「テアトル・シャノワール（“Chattes Noires”、フランス語で「黒猫」を意味する）」。地上部分は一見普通のキャバレーだが、地下には光武やエクレールなどを格納、整備する格納庫や訓練場などがある。特に訓練場はエッフェル塔の第2展望台までの部分とシャン・ド・マルス公園及び周辺の市街地の一部を再現した巨大なジオフロントとなっている。その他、凱旋門に支部を持つ。部隊名のフランス語表記は“Groupe Fleur de Paris”で「巴里花組」を意味する。シンボルマークは黒猫の目とフランス国旗をアレンジしたもので、帯には“les Chattes Noires”の文字が入っている。登場時の台詞は「巴里華撃団 参上!」。

## 司令・秘書
有事の際にはメル、シーがオペレーターとして通信、状況分析、機器運転等を行う。
グラン・マ

本名はイザベル・ライラック。テアトル・シャノワールの総支配人であり、巴里華撃団総司令を務める。ライラック伯爵夫人とも呼ばれ、巴里の社交界において顔が広く信頼されている。かつてはステージの踊り子であり、身分の違いを超えた大恋愛の末にライラック伯爵と結婚。それ故に謂われのない誹謗・中傷を受けたこともあるが、持ち前の度量で社交界に自身の存在を認めさせた。度量の大きさで隊員の母親的存在となり、シャノワールの皆から頼りにされ慕われる一方で、任務には厳しく、場合によっては手荒な手段も厭わない。愛猫のナポレオンを抱いていることが多い。
メル・レゾン

グラン・マの秘書で劇場の経理担当。シャノワールのステージではレビューの司会もこなす。実家はリヨンの名家。真面目で几帳面、控えめな性格で、人見知りが激しい。趣味は詩集を読むこと。ソルボンヌ大学で学んだインテリだが、それを鼻にかけることはない。こっそり講義を受けようと大学に忍び込んだシーと知り合ったことで、大学を自主退学してシャノワールに入る。シーとはアパートのルームメイトでもあり、公私ともに良きパートナーとして行動を共にしている。
シー・カプリス

グラン・マの秘書で劇場の事務と広報、売店担当。シャノワールのステージではレビューの司会もこなす。明るく元気で、好奇心旺盛な性格。おっとりした口調で子供っぽい一面がある。口癖は「ヒューヒュー」。日頃はメルに窘められることも多いが、人見知りしがちで気苦労を背負い込みやすい彼女を気にかける優しさを持つ。元々はパティシエ志望で、お菓子に目がなく、自身の菓子作りの腕前も相当なもの。『サクラ大戦V』に登場するダイアナ・カプリスと親戚である。

## 花組
戦闘部隊。平時はテアトル・シャノワールの踊り子としてステージに立っている。全メンバーがドリームキャスト版『サクラ大戦3』のGD-ROMの2トラック目に入っている警告メッセージ（DC本体の音楽CD再生機能などで聞くことが出来る）を担当している（Disc1はエリカ、Disc2はグリシーヌとロベリア、Disc3は花火とコクリコが担当）。
『サクラ大戦V』から2年後に起きた降魔大戦で行われた二都作戦の末、巴里華撃団花組が降魔皇と共に幻都に封印される。
エリカ・フォンティーヌ

修道院の見習いシスター。元気で心清らかで信仰心も厚く、人々への奉仕を喜びとするシスターの鑑のような少女。一方でしばしば看板に頭をぶつけたり、人の言葉を変な方向に解釈するなど、生まれついてのドジと天然ボケで周囲を困惑させている。赤子の頃にポン・ヌフ橋の下に置かれていた捨て子であり、フォンティーヌ夫妻に養子として育てられ、いつしか霊力が発現するようになる。『3』のdisc1オープニングや小説版によると自らの霊力が原因で事故を起こし（『3』OPでは、交通事故に遭いそうになったところを咄嗟に霊力で回避する描写がある）、養父母に怪我を負わせてしまったことをきっかけに自分の霊力を恐れて自ら修道院に入った。
栗色の長髪で、腰の部分に弾嚢のついた見習い用の赤色（カーディナルレッド）の修道服を着ている。趣味は聖書の朗読、神への祈り、人助け。好きな食べ物はプリン。また、かなり食い意地が張っており、10年分の食事を記録し続けている他、自分が所属（シャノワール）、若しくは仮所属（ブルーメール家）している組織が用意していた料理や菓子を自分のためのものと勝手に解釈して食べてしまうため、結果として聖職者にもかかわらず、盗み食いの悪癖を発揮している。スカートの下には常に2丁のサブマシンガンを隠し持っており（銃身が1本の「ラファエル」と、銃身2本で大型の「ガブリエル」を1丁ずつ所持）、何か事件があるとすぐに取り出すため、たびたび凶器準備罪で現行犯逮捕されている。料理は嫌いではないが腕前は凄まじく下手で、炊き出しを手伝った際には「恵まれない人がより不幸になる」事態となる。
シャノワールでは「黒猫のワルツ」の題目で踊り子として活躍するが、生来のドジぶりで舞台を滅茶苦茶にしてしまうことが多く、まともにショーを終わらせることは稀だが、中にはそのドタバタを目当てに訪れる観客もいる。また「さわやかな朝を演出する」と称して、マラカスやタンバリンを使って行う「おはようダンス」なる怪しい踊りを考え出している。
戦闘では機関砲を用いた制圧・支援射撃を担当する。必殺技は霊力を用いた治癒能力で、隊で唯一の回復役としても活躍する。
また、光武搭乗中のみならず、生身でも高い戦闘能力及び身体能力を有しており、怪物や諜報員の成人男性とも互角以上の戦いぶりを見せている。
クロスオーバー作品である『PROJECT X ZONE』では、ジェミニ・サンライズとタッグを組んで参戦。巴里へ研修しに来たジェミニと共にシゾーを追いかけ、異世界である『ゴッドイーター』の世界に飛ばされた所を他のキャラクターと出会う。また、『PROJECT X ZONE 2:BRAVE NEW WORLD』では、大神一郎とタッグを組んだ。
グリシーヌ・ブルーメール

由緒正しきノルマンディー公爵家の血を受け継ぐ、ブルーメール家の令嬢にして後継者。金髪碧眼。華麗な外見や自然とにじみ出る高貴さを持つと共に、内に流れるバイキングの血脈は勇ましくもプライドが高い。戦斧の扱いを得意とする。趣味はチェスと狩猟。同じ花組の花火とは寄宿舎時代からの親友（グリシーヌは飛び級をしており、花火と同学年）。大好きだった叔父を欧州大戦で亡くしている。
人は誇りを持って生きるものという信念と、生まれついての貴族として生活してきた経験から、外国人や庶民に対して一線を引く所があるが、目下の者を見下すことのない人徳者。一方で怒りっぽく、不用意な言動を取った相手に対しては即座に愛用の戦斧を振りかざす。常に落ち着き払っているが、実は可愛い動物が好きで、見かけると素で行動してしまうことがある。タコが苦手で、先祖の故事に従ってブルーメール家一同が蛸を食べる日にはそれから逃げ出そうと試みる事がある。
シャノワールでは正体を伏せ、ブルーアイの名で舞台に立ち、「海（ラ・メール）」の題目でダンスや歌を披露する。
戦闘では戦斧と盾を構え、前線で勇猛果敢に戦う。搭乗機は重装甲が施されており、速度には難があるが攻撃力・防御力に優れる。
コクリコ

移動サーカス「シルク・ド・ユーロ」の団員で、手品や軽業、動物使いなどを披露する。昼間はサーカスの動物達の餌を分けてもらうため、市場で仕事を手伝っている。一人称は「ボク」。大神のことを帝国華撃団のメンバーも含め、唯一「イチロー」と名前で呼んでいる。無類の動物好きで、動物と会話したいという願望がある。特に猫が大好きで自分の光武にも描き込んでおり、「ニャンニャン」という名前（元は母親が拾って飼っていた猫の名前であり、父親の名前の「ニャン」に由来する）を付けている。ネズミだけは例外で大の苦手。帝国華撃団のアイリスとは歳が近いこともあり仲が良く、カンナにも非常に懐いている。
5人の中で最年少ながらしっかり者で、常に笑顔を絶やさず明るく元気な性格のため、市場ではちょっとした人気者。実はベトナムで駆け落ちしたベトナム人労働者とフランス貿易商の娘の間に産まれ、やがて欧州大戦による恐慌が原因で実家に引き戻され失踪した妻を探すため志願兵としてフランスへ渡った父は欧州大戦で戦死。ようやく見つけ出した母は別の男性と家庭を築いていたという過去を持つが、母親は娘の存在を再婚相手と子供たちに伝えており、探したいという気持ちがあった。『4』ではその再婚相手に引き取られている。日頃の笑顔も悲しみを押し殺すための処世術である一面があり、“家族”に強い憧れを示す。作中ではこの心理面を敵に付け込まれたこともある。
花組加入後はシャノワールの舞台にも出演する多忙な日々を送る。サーカスと同じマジカルエンジェル・コクリコの芸名を使い、「魔法使いの弟子」の題目で得意の手品を披露する。
戦闘ではシャノワール整備班が制作した「霊力砲（マジカルホーン）」を用いた中距離支援を担当する。搭乗機の機動力は花組随一で、他の機体では不可能な大ジャンプも行える。
ロベリア・カルリーニ

殺人以外のあらゆる犯罪をこなし、その罪状により懲役1000年を超える悪党。霊力によって炎を自在に操ることが可能。その霊力に着目したグラン・マが、懲役減刑および怪人討伐ごとの賞与支給と引き換えに華撃団に加入させた。アシンメトリーをコンセプトとしてデザインされており、片方がひび割れた眼鏡をかけている。
イタリア人の父親とルーマニア人の呪術師の母親との間に生まれる。幼い頃はトランシルバニアで暮らしていたが、その特殊な能力は「吸血の一族」として迫害を受け、故郷を追われることになる。家族を失った後にジプシーとしての放浪生活を送る。母親を失ったロベリアは、ヨーロッパ各地を転々としながら、生きるための犯罪にその能力を使い、堕落の道を落ちていく。1924年5月5日に巴里市警によって捕えられ、1000年以上の懲役を科せられてサンテ刑務所の地下特別牢獄に囚人番号192455631として収監される。スリやギャンブルを日常的に行い、また目的の達成に手段や対価を厭わない。メンバー5人の中では最年長であり、仲間に愛着はあるものの基本的に距離を置き、特にエリカに対して苦手意識を持っている。ギャンブルに強く、駆け引きにも秀でる。ワインやブランデー、ウイスキーが好物。
シャノワールでは正体を伏せ、サフィールの名で舞台に立ち、「ジプシーの娘（ラ・ボヘミエンヌ）」の題目で民族音楽に合わせてダンスを踊る。
光武による戦闘では「シザーハンド」と呼ばれる爪を振るい、白兵戦で敵を切り刻む。また移動時は霊力によって搭乗機の姿が消える特性を持つ。
北大路 花火（きたおおじ はなび）

日本の北大路男爵家の令嬢。フランス人の祖母を持つクォーターであり、黒髪と深緑色の瞳、白い肌を併せ持つ。奥ゆかしく男性の言葉には絶対的に従う大和撫子。留学生として、付き合いのあるブルーメール家に居候しており、グリシーヌとは寄宿舎時代からの親友。幼い頃より外国で生活しているため、実際の日本を知らない。しかし日本に関する知識は豊富で正しく、弓道・書道・華道・日本舞踊等、様々な日本の習い事を得意とする。特に弓道は七段に相当する腕前。趣味は読書。
父親が決めた婚約者のフィリップ・ディ・マールブランシュと船上で結婚式を挙げるが、当日に発生した海難事故（小説版によるとイギリス軍の兵器実験のミスによる撃沈だが、花火はフィリップが言った機関室の事故だとずっと信じている）で死別した過去を持つ。この一件から普段は常に黒い衣装（喪服）を着用しており、海やプールなど水が満ちている所がトラウマで苦手としている。
花組加入後は、タタミゼ・ジュンヌ（日本語に意訳すると「大和撫子」）の名でシャノワールの舞台にも立つようになり、「タタミゼ・ダンス」の題目で日舞を披露する。
戦闘では弓の腕を活かして速射式のボウガン（後に大型の蒸気弓）を使い、遠距離からの精密射撃を担当する。

## その他
大神 一郎（おおがみ いちろう）
声 / 演 - 陶山章央
黒鬼会との戦いの後、フランス留学と巴里華撃団・花組の隊長就任を命じられる。当初は日本人ということで巴里の人々から偏見の目で見られがちだったが、次第に信頼を得て、最終的には「黒髪の貴公子」と呼ばれるまでになる。『3』終了後に日本への帰国を命じられ、不在中は任意の花組メンバーが、隊長代理を務める。詳細は帝国華撃団を参照。
ナポレオン
グラン・マに飼われている黒猫。コクリコ同様、シャノワールのマスコット的存在。奔放な性格で、時折逃げ出しては大神たちシャノワールのメンバーを困らせている。
迫水 典通（さこみず のりみち）
声 / 演 - 中丸新将
1869年1月28日生まれ。身長*体重は171*58。A型。日本出身。
日本大使（駐在武官）で、巴里華撃団の凱旋門支部長。巴里における大神の上司でシャノワール（巴里華撃団）へと導いた。日本にいた時は政治戦略で右に出る者がなく「鉄壁の迫水」と呼ばれたほどの人物であり、巴里で大暴れしていたロベリアを逮捕したのは彼である。しかし普段は仕事をさぼってレビューを見に行こうとし、そのたびに秘書に諌められている。気さくでユーモアもあるが、任務遂行には厳しい。狙撃にも長けている。
ジャン・レオ
声 - 斎藤志郎
1882年3月24日生まれ。身長*体重は160*80。O型。フランス出身。
シャノワール整備班長。仕事に対して厳しい頑固職人で、整備班のスタッフたちを「うだうだしてるとセーヌ川に叩き込むぞ!!」とよく怒鳴りつけるが、信頼は厚い。以前はドイツのノイギーア社で活躍していたらしく、アイゼンクライトの開発にも携わっていた。酒とギャンブルを好むが、競馬ではかなり負けているらしく、競馬に誘われた大神をグラン・マが制止する場面もある。